# Star Trek: Starfleet Academy
Star Trek: Starfleet Academy (с англ. — «Звездный путь: Академия Звёздного Флота») — компьютерная игра в жанре космического симулятора, разработанная и изданная американской компанией Interplay. Игра была выпущена в 1997 году для платформ Windows и Mac OS. Действие происходят во вселенной «Звёздного пути». В ней имитируется жизнь типичного кадета Звёздного флота. Цель игры состоит в том, чтобы игрок научился основам управления космическим кораблём, и в конечном итоге смог стать капитаном собственного корабля. Игра включает в себя боевой режим симуляции, в котором игрок может пилотировать и сражаться с кораблями по своему выбору.

## Игровой процесс

Игровой процесс Star Trek: Starfleet Academy

Игрок на протяжении всей игры будет жить от имени кадета Дэвида Форестера (изображаемого Питером Клюге), лидера группы кадетов в командном колледже Звёздного флота в Сан-Франциско. Игрок должен пройти все смоделированные миссии, включая сценарий Кобаяси Мару (англ. Kobayashi Maru), показанный в Звёздный путь 2: Гнев Хана. В дополнение к простым боевым ситуациям, присутствуют более сложные миссии, такие как воссоздание почти катастрофической конфронтации космического корабля Кирка с Хан Нуньен Сингхом (англ. Khan Noonien Singh), которую Кирк с сожалением признаёт, используется для обучения курсантов, чтобы избежать его серьёзной ошибки, которая чуть не обрекла его корабль. Кроме того, между сценариями симулятора, игрок должен контролировать взаимодействие бригады Форестера и не допускать, чтобы личные конфликты снижали эффективность команды, выбирая правильные варианты диалога во время общения с кадетами в FMV.
Кадетская команда состоит из вулканца по имени Стурек (Бретт Доново), андорианского офицера связи по имени Ванда М’Джиа (англ. Vanda M'Giia) (Джулианна Робинсон), отстранённого и застенчивого инженера-человека Робина Брэди (Чак Бейер), трилла Яной Актон (Патриция Скиотис) за рулём и человека-навигатора Джеффа Корина (Аллан Льюис).
В ходе игры можно пресечь махинации Авангарда — фанатичной террористической группы, стремящейся свергнуть правительство Федерации и установить Кирка в качестве деспота, и расследовать причину роста напряжённости вокруг «Клингонской нейтральной зоны». Есть вероятность быть уволенным из Академии с позором, если во время определённых диалогов будет сделан неправильный выбор.
В игре есть многопользовательский боевой режим звездолётов, который позволяет играть в мультиплеере до 32 игроков.

## Разработка и выпуск
Для наполнения игры, разработчики решили добавить в неё множество интерактивных сцен в реальном времени (полномасштабное видео), которые могут повлиять на работу экипажа; сюжетной линией с участием Авангарда, вымышленной террористической группировкой, которая больше не появлялась ни в одной игре. Эти сцены показывают Уильяма Шетнера в роли капитана Джеймса Т. Кирка, Уолтера Кёнига в роли Павла Чехова и Джорджа Такэя в роли капитана Хикару Сулу в качестве приглашённых наставников в школе. Режиссёр последовательности движений Мартин Деннинг впервые применил съёмку на зелёном экране (хромакей), чтобы камера могла свободно перемещаться синхронно с 3D CGI-фоном. В других версиях была эксклюзивная 3-дюймовая металлическая миниатюрная фигурка андорианской кадетки Ванды М’Джиа.
Interplay заключили контракт с Роном Джонсом, композитором нескольких эпизодов Звёздный путь: Следующее поколение, для саундтрека к игре, компакт-диск которого был включён в некоторые версии игры. Одну половину написал Джонс, а вторую — Брайан Луциетти, к тому времени написавший уже несколько саундтреков для игр Interplay.
Игра была выпущена в сентябре 1997 года. В 1998 году игра для ПК получила расширенный пакет под названием «Chekov’s Lost Missions», включающий в себя семь новых миссий, две новые многопользовательские игры и различные улучшения игрового интерфейса. Уолтер Кёниг и Джордж Такэй снова появляются в нескольких катсценах. В рамках расширения были введены статус щитов в качестве новой переменной, внешний вид корабля и две новые версии игры под названием Mo ' Profits и Capture the Flag.
Была анонсирована версия для PlayStation, но она так и не была выпущена.

## Восприятие
| Иноязычные издания | Иноязычные издания |
| Издание            | Оценка             |
| ------------------ | ------------------ |
| GameSpot           | 5,6/10             |
| Next Generation    | [ 12 ]             |
| Pelit              | 75/100             |

Продажи Starfleet Academy достигли 40 000 экземпляров в течение четырёх дней после выпуска игры. По данным Interplay, к середине 1998 года её продажи превысили 350 000 копий.
Игра получила смешанные отзывы от критиков. Нико Нирви из Pelit раскритиковал игру за то, что она не доработана, а летающая модель похожа скорее не на Star Trek, а на Wing Commander. Журнал Next Generation также упоминал, что в целом, симуляция даёт ощущение полёта на крошечном истребителе, а не управление большими космическими кораблями вселенной «Звёздного пути», что делает его похожим на ещё один клон Wing Commander, пусть и хороший. GamePro также похвалил высокую производительность, отметив хорошо прорисованные текстуры, музыкальную партитуру и использование звуковых эффектов из телешоу, но пришёл к выводу, что, хотя поклонники Star Trek будут наслаждаться игрой, всем остальным будет больше по душе Star Wars: X-Wing vs. TIE Fighter. Крис Грегсон из GameSpot сказал, что разработка игры была приостановлена, пока продюсер работал над другими проектами, что привело к устареванию игрового процесса и визуальных эффектов к моменту выпуска компьютерной игры. Он, конечно, понимал, что использование FMV не придало эпизодам в академии интерактивности, и хотя создание фактического клона Wing Commander, возможно, было хорошей идеей, но это не очень хорошо работает с другими клонами из-за «ненужной работы, ограниченного арсенала и средней графики».
Starfleet Academy стала финалистом нескольких наград Академии интерактивных искусств и наук 1997 года — «Симулятор года», «Выдающееся достижение в области звука и музыки» и «Выдающееся достижение в разработке программного обеспечения». Однако, в итоге, эти категории достались Microsoft Flight Simulator 98, PaRappa the Rapper и GoldenEye 007.

### Наследие
Pocket Books выпустила новеллу Дайан Кэри, которая практически полностью пересказывает сюжет игры. В 2000 году вышло продолжение игры под названием Star Trek: Klingon Academy.
На YouTube фан-эдит кат-сцен из игр Starfleet Academy и Klingon Academy вышел в формате фильма под названием «Star Trek — Starfleet Academy (The Movie)».

«Хотя фан-сервис изобилует — вы узнаете, как генерал Чанг получил повязку на глазу в первом эпизоде — полученный двухчасовой „фильм“ … не очень хорош. Сюжетные линии едва доходят до глупых мыльных опер, игра (не считая знаменитых приглашенных звезд) варьируется от деревянной до кричащей, а визуальные эффекты выглядят даже хуже, чем можно было бы ожидать от фразы „видеоигра 1990-х“.»Оригинальный текст (англ.)While fan service abounds—you learn how General Chang got his eyepatch in the first sequence—the resulting two-hour "movie" is ... not great. The storylines barely rise to silly soap opera, the acting (apart from the famous guest stars) ranges from wooden to shouty, and the VFX looks even worse than you'd expect from the phrase "1990s videogame."
— Андерс, Чарли Джейн